# Sistema de batería inteligente
Un Sistema de Batería Inteligente (Smart Battery System, SBS) es una especificación para la gestión de una batería inteligente, por lo general para un ordenador portátil . Permite que los sistemas operativos puedan llevar a cabo la administración de la energía a través de las operaciones de un cargador de baterías inteligente basado en los tiempos de ejecución restantes estimados mediante lecturas de la determinación de las lecturas de capacidad precisas. A través de esta comunicación, el sistema también controla la velocidad de carga de la batería. La comunicación se realiza a través de un bus de comunicación SMBus de dos hilos. La especificación se originó con las empresas Duracell e Intel en 1994, pero más tarde fue adoptada por varios fabricantes de baterías y de semiconductores. 
El sistema de batería inteligente define la conexión SMBus, los datos que se pueden enviar a través de la conexión (Smart Data Batery o SBD), el cargador de batería inteligente y una interfaz para la BIOS del ordenador para el control. En principio, cualquier producto con pilas puede utilizar SBS, pero en la práctica solo los ordenadores portátiles utilizan el sistema.
Un  circuito integrado especial en el paquete de la batería monitoriza la información de la batería y los informes al SMBus. Esta información puede incluir el tipo de batería, el número de modelo, fabricante, características, velocidad de descarga, predicción de la capacidad restante, una alarma de casi-descarga para que el PC u otro dispositivo pueden cerrar airosamente y la temperatura y el voltaje para proveer de seguridad de la carga rápida.